# 1967 en musique classique
| \| • Retour à la chronologie générale de la musique classique • \| |
| Grèce • Rome • Haut Moyen Âge • VIIIe siècle • IXe siècle • Xe siècle • XIe siècle XIIe siècle • XIIIe siècle • XIVe siècle • XVe siècle • XVIe siècle • XVIIe siècle XVIIIe siècle • XIXe siècle • XXe siècle • XXIe siècle |
| • Retour à la chronologie générale de la musique classique • |

| Années en musique classique : 1964 - 1965 - 1966 - 1967 - 1968 - 1969 - 1970    |
| Décennies en musique classique : 1930 - 1940 - 1950 - 1960 - 1970 - 1980 - 1990 |

## Événements

### Créations
- 19 mars : début du premier Festival de Pâques de Salzbourg : La Walkyrie (Richard Wagner), direction et mise en scène Herbert von Karajan.
- mars : création de Piano Phase de Steve Reich, la première pièce instrumentale de musique de phase.
- avril-octobre : Polytope de Montréal, Iannis Xenakis, Pavillon de la France à l'Exposition universelle de Montréal.
- 2 avril : Dithyrambes pour les temps à venir, symphonie no 7 de Matthijs Vermeulen, créée à Amsterdam.
- 16 avril : le Dies iræ (« jour de colère ») de Krzysztof Penderecki, oratorio pour soprano, ténor, basse, chœur mixte et orchestre, créé par l'orchestre philharmonique de Cracovie sous la direction de Krzystof Missona.
- 24 avril : la Sonate pour piano de Jean Barraqué, créée par Elisabeth Klein à Copenhague.
- 3 juin : The Bear, opéra de William Walton, composé pour une commande de Serge Koussevitzky et dédié à sa mémoire, est créé au Jubilee Hall à Aldeburgh, lors du festival.
- 9 juin : la Symphonie no 2  de Witold Lutosławski, créée par l'orchestre radio symphonique de Pologne sous la direction du compositeur.
- 26 septembre : le Concerto no 2 pour violon de Dmitri Chostakovitch, créé par David Oïstrakh à Moscou sous la direction de Kirill Kondrachine.
- 1er octobre : la Symphonie no 7 de Roger Sessions , créée par l'Orchestre symphonique de Chicago dirigé par Jean Martinon.

#### Date indéterminée
- le Concerto no 2 pour piano de Hans Werner Henze, créé à Bielefeld.
- Quatuor à cordes de Frank Martin.
- la Symphonie no 2 de Arvo Pärt, créée à Tallinn.

### Autres
- 1er janvier : concert du nouvel an de l'orchestre philharmonique de Vienne au Musikverein, dirigé par Willi Boskovsky.

#### Date indéterminée
- Dissolution du quatuor de Budapest.
- Fondation de l'Orchestre philharmonique de Bogota.
- Fondation du Berliner Symphoniker.

## Prix
- Witold Lutosławski reçoit le Prix musical Léonie-Sonning.

## Naissances

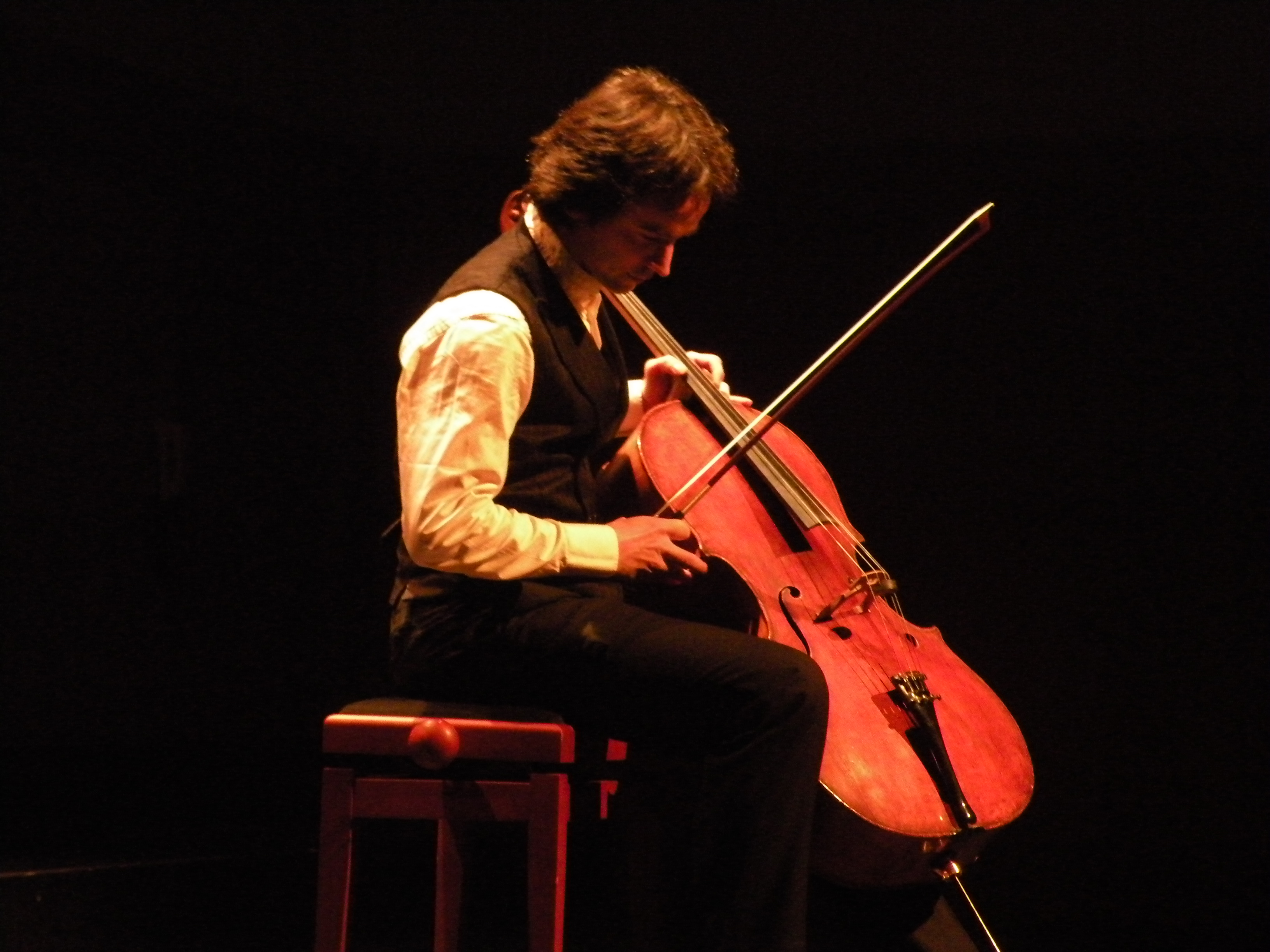
Jean-Guihen Queyras

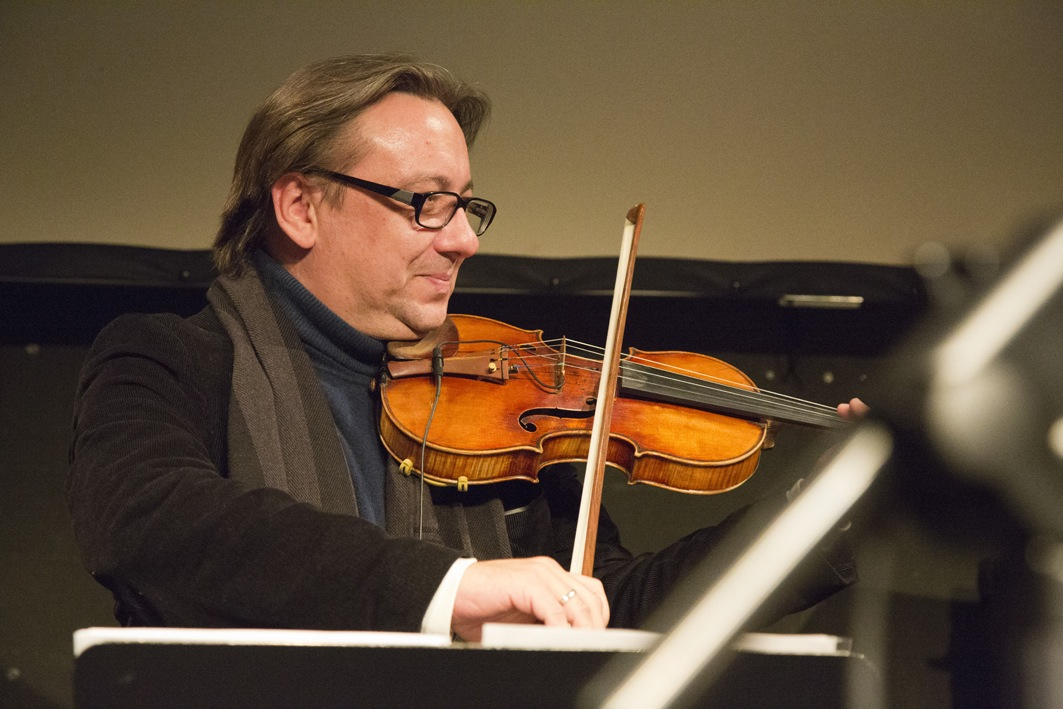
Adam Taubitz

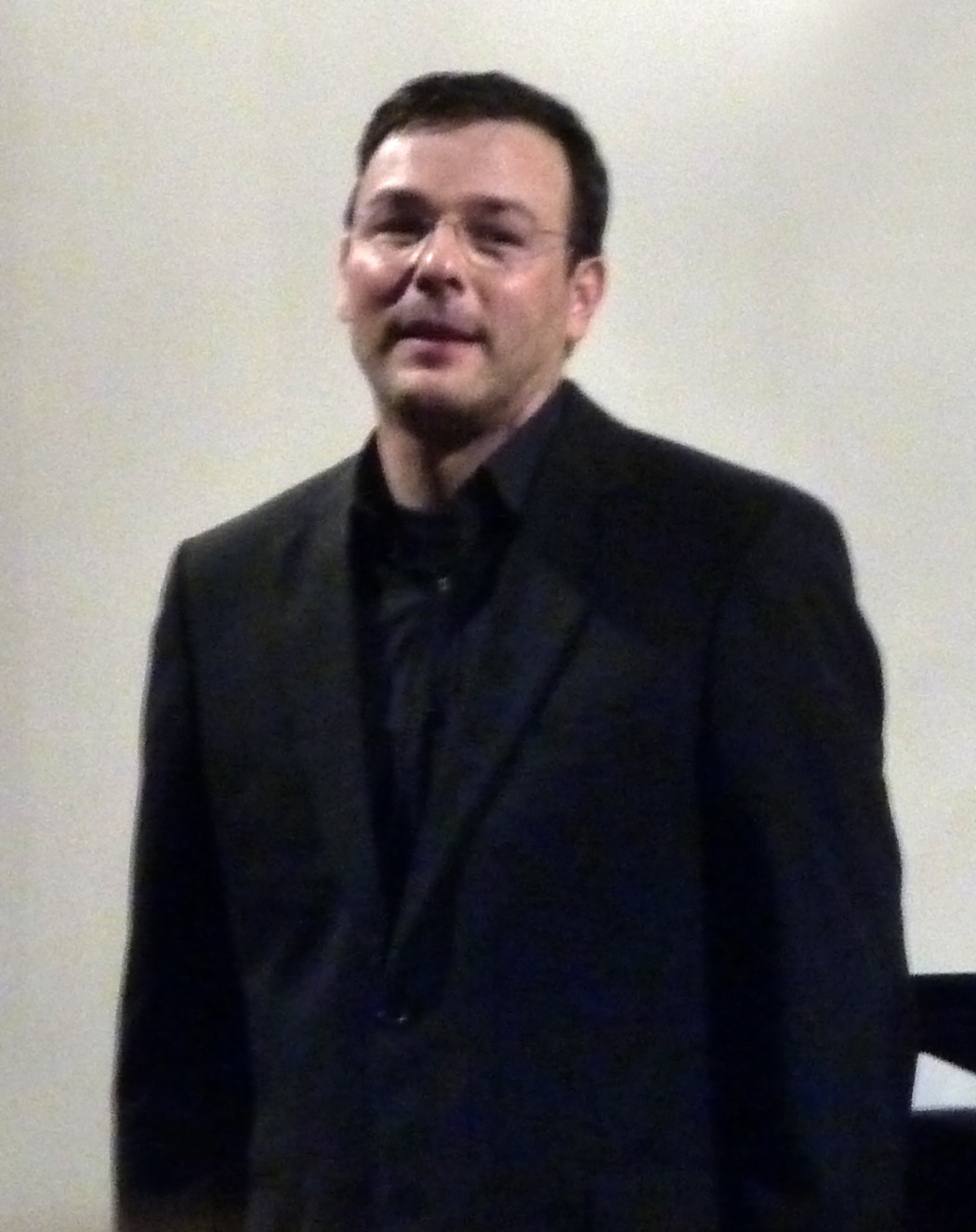
Andreas Scholl

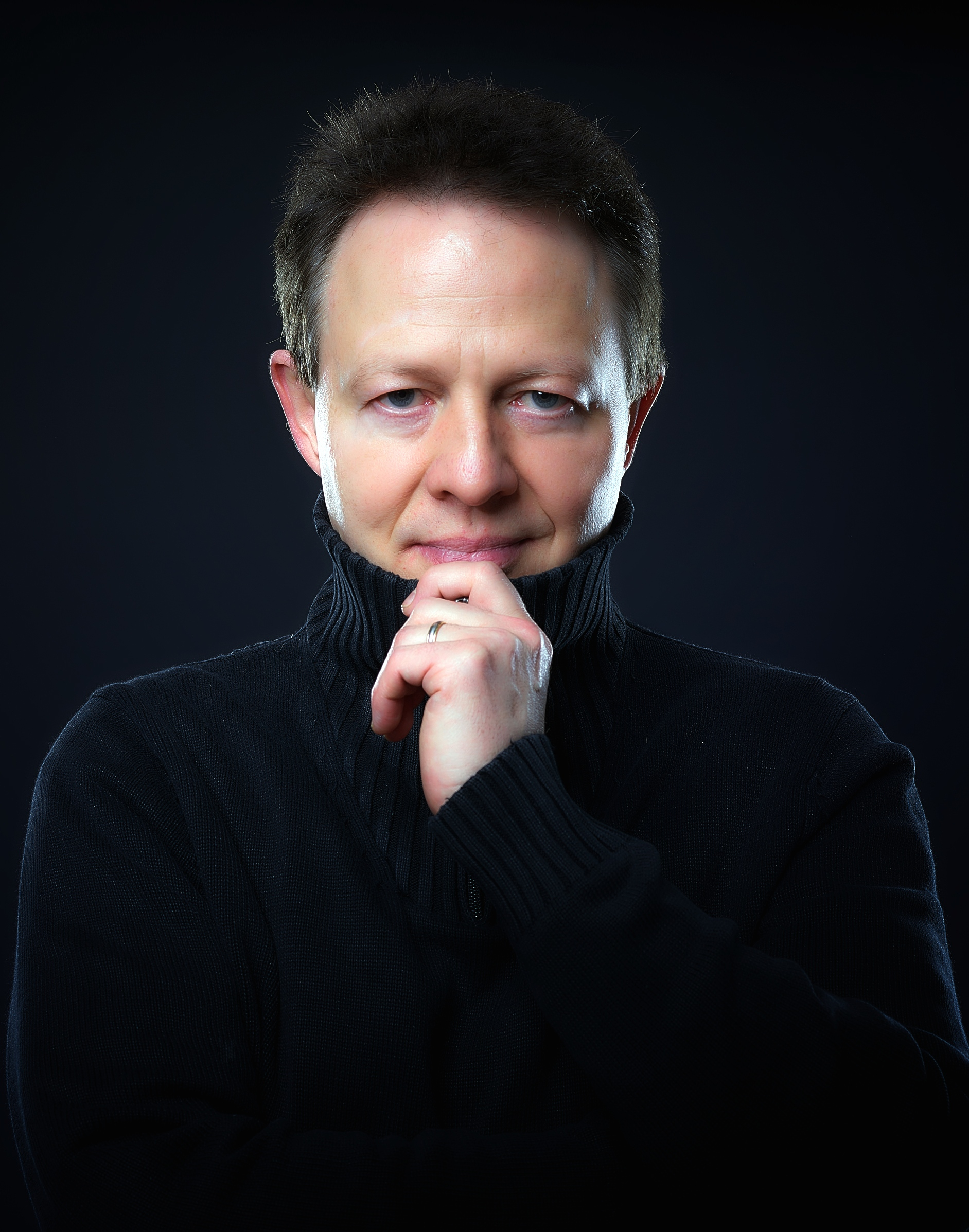
Andreas Boyde

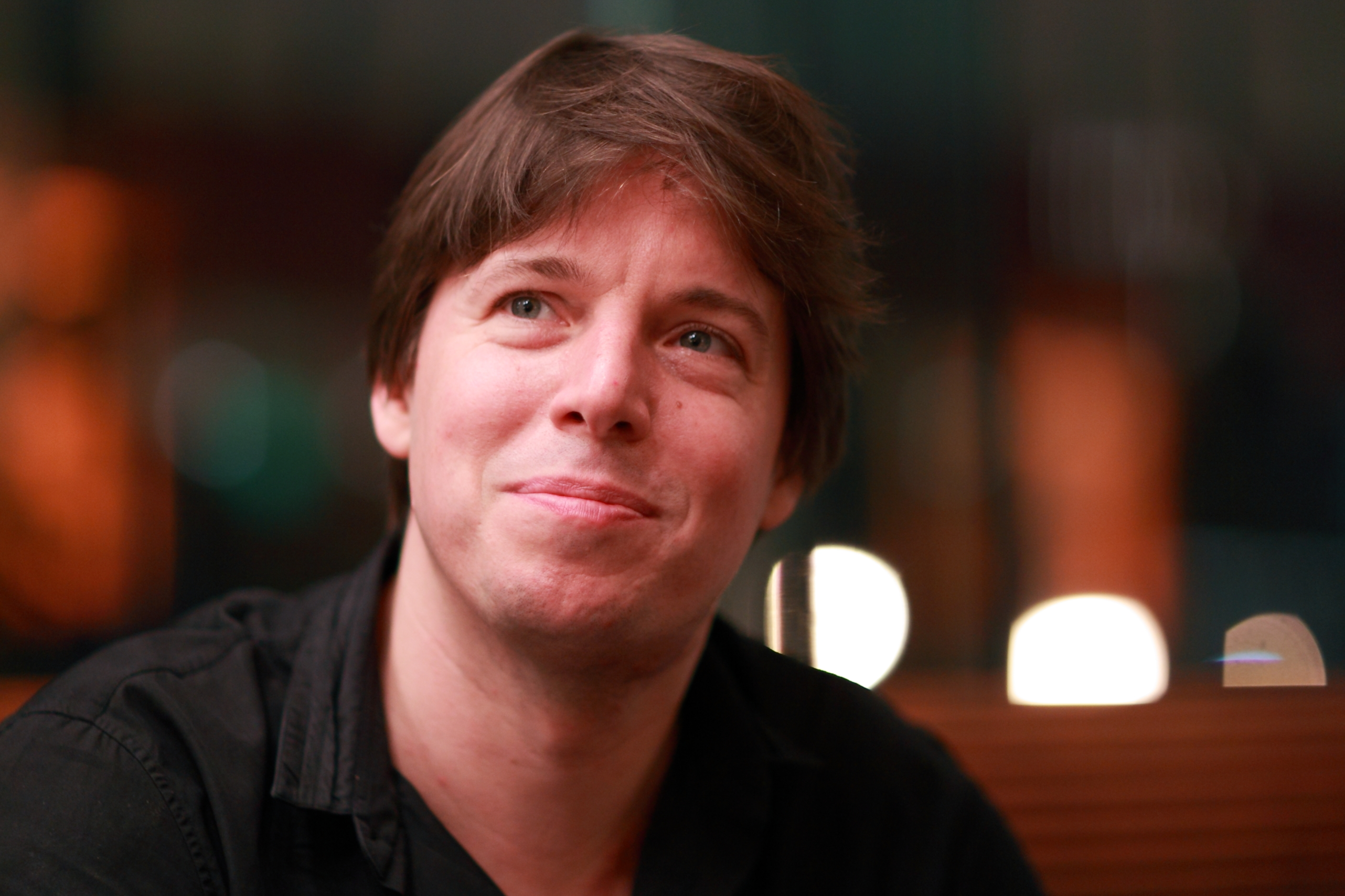
Joshua Bell

- 15 janvier : Sergio Azzolini, bassoniste italien.
- 16 février : Tatiana Monogarova, soprano russe.
- 21 février : Michael Sanderling, chef d'orchestre et violoncelliste allemand.
- 23 février : Alan Gilbert, chef d'orchestre américain.
- 24 février : Yakov Kasman, pianiste russe.
- 2 mars : Antonio Latella, acteur, scénographe et metteur en scène italien.
- 7 mars : Hiroyuki Yamamoto, compositeur japonais.
- 11 mars : Jean-Guihen Queyras, violoncelliste français.
- 17 mars : Ann Hallenberg, mezzo-soprano suédoise.
- 21 mars : Philippe Honoré, violoniste français.
- 31 mars : Matthias Goerne, baryton allemand.
- 1er avril : Enrico Onofri, violoniste et chef d'orchestre italien.
- 6 avril : Julian Anderson, compositeur anglais.
- 19 avril : Barbara Frittoli, soprano italienne.
- 17 mai : Keri-Lynn Wilson, cheffe d’orchestre canadienne.
- 22 mai : Dietrich Henschel, baryton allemand.
- 23 mai : Frédéric Lagnau, compositeur et pianiste français († 30 avril 2010).
- 7 juin :
  - Patrizia Ciofi, soprano italienne.
  - Olli Mustonen, pianiste, chef d'orchestre et compositeur finlandais.
- 17 juin : Dorothea Röschmann, soprano allemande.
- 2 août : Igor Ardašev, pianiste tchèque.
- 9 août : Raphaël Pidoux, violoncelliste français.
- 3 septembre : Alessandro Carbonare, clarinettiste italien.
- 8 septembre : Ekaterina Derjavina, pianiste russe.
- 13 septembre : Marie-Pierre Langlamet, harpiste française.
- 17 septembre : Lionel Marchetti, compositeur français de musique concrète.
- 7 octobre : Adam Taubitz, violoniste, trompettiste, guitariste et compositeur de jazz et musique classique.
- 13 octobre : Hannu Lintu, chef d'orchestre finlandais.
- 14 octobre : Vincent Warnier, organiste français.
- 22 octobre : Salvatore Di Vittorio, compositeur et chef d'orchestre italien.
- 26 octobre : Jean-Marc Zvellenreuther, guitariste classique français.
- 30 octobre : Leonídas Kavákos, violoniste grec.
- 10 novembre : Andreas Scholl, contreténor allemand.
- 13 novembre : Andreas Boyde, pianiste allemand.
- 19 novembre : Éric Lebrun, organiste et compositeur français.
- 22 novembre : Aline d'Ambricourt, claveciniste française.
- 9 décembre : Joshua Bell, violoniste américain.
- 19 décembre : Rebecca Saunders, compositrice britannique.
- 25 décembre : Christophe Beau, violoncelliste français.

### Date indéterminée
- Evgueniy Alexiev, baryton français.
- Derek Bermel, clarinettiste, compositeur et chef d'orchestre américain.
- Bertrand Bontoux, artiste lyrique français.
- Fabrice Dalis, chanteur lyrique français.
- Pietro De Maria, pianiste italien.
- Renaud De Putter, compositeur et réalisateur belge.
- Claire Désert, pianiste de concert française.
- Mansoor Hosseini, musicien, compositeur, percussionniste et professeur de musique suédois.
- Mari Kodama, pianiste japonaise.
- Pablo Márquez, guitariste classique argentin.
- Jordi Masó, pianiste espagnol.
- Enrico Pace, pianiste italien.
- Alberto Posadas, compositeur espagnol.
- Christophe Saunière, harpiste et compositeur français.
- Fumiko Shiraga, pianiste classique japonaise.
- François Thuillier, tubiste français.
- Xu Yi, compositrice chinoise.

## Décès

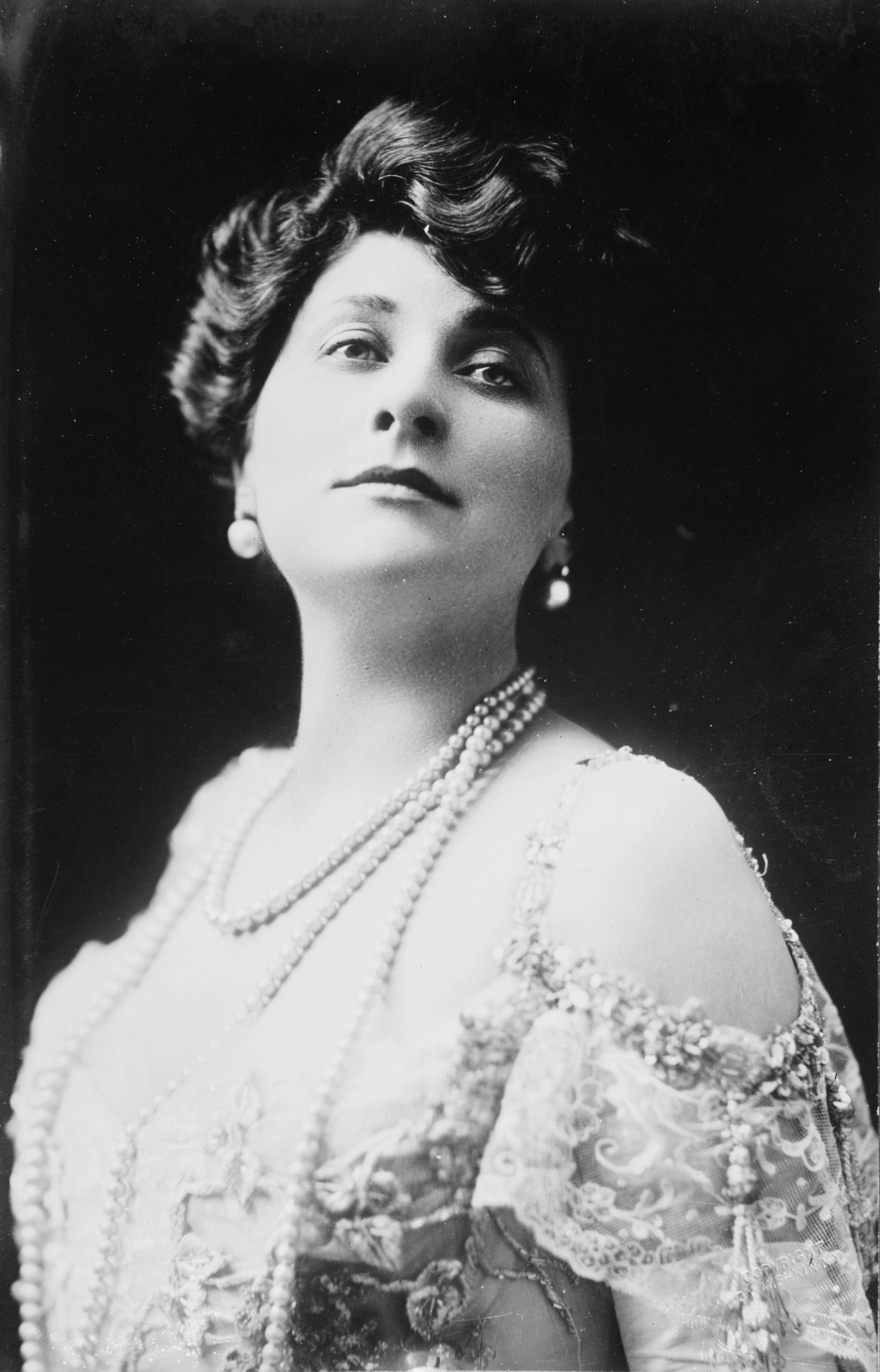
Mary Garden

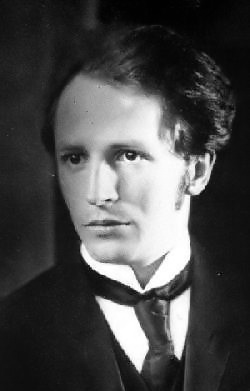
Carl Schuricht

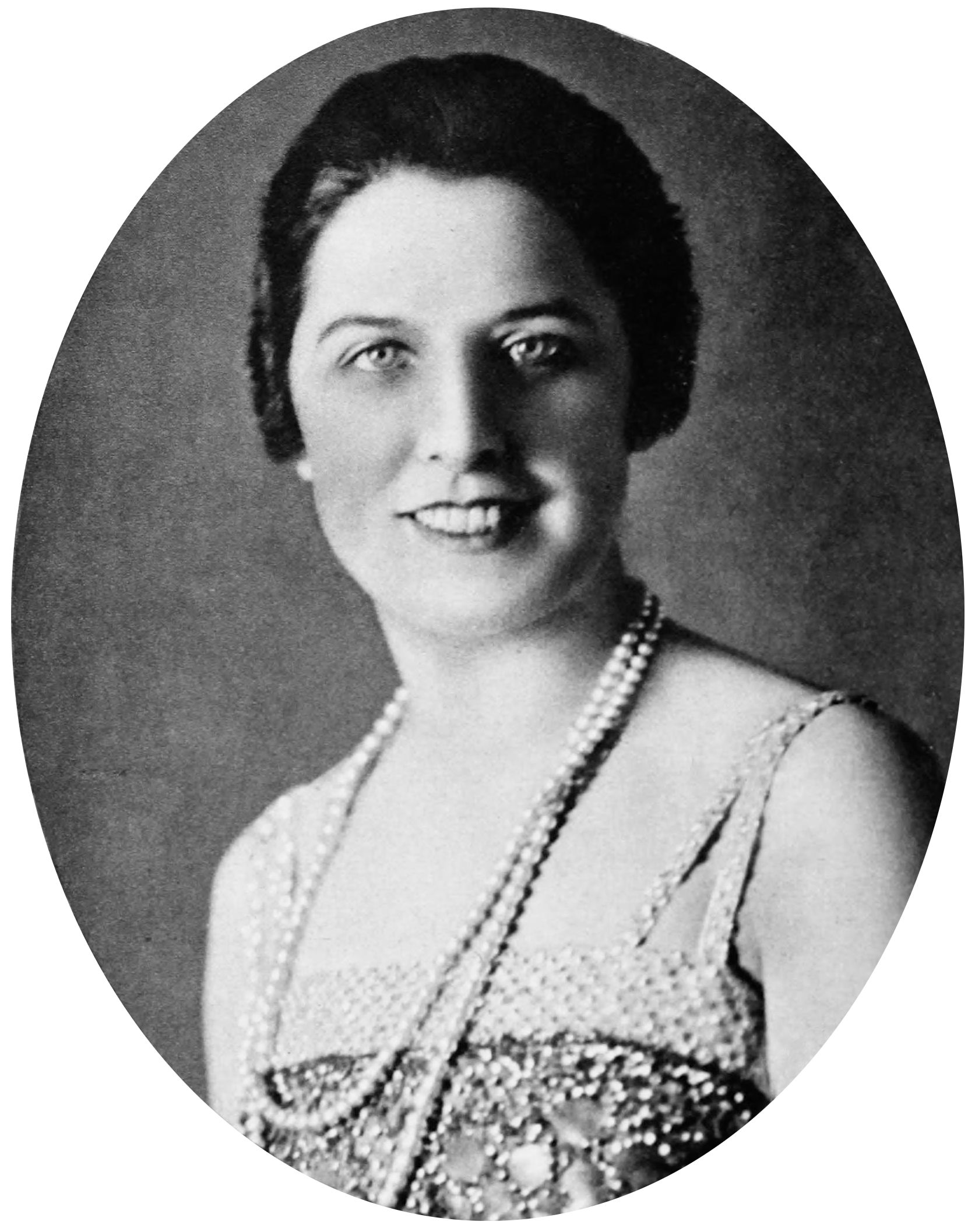
Geraldine Farrar

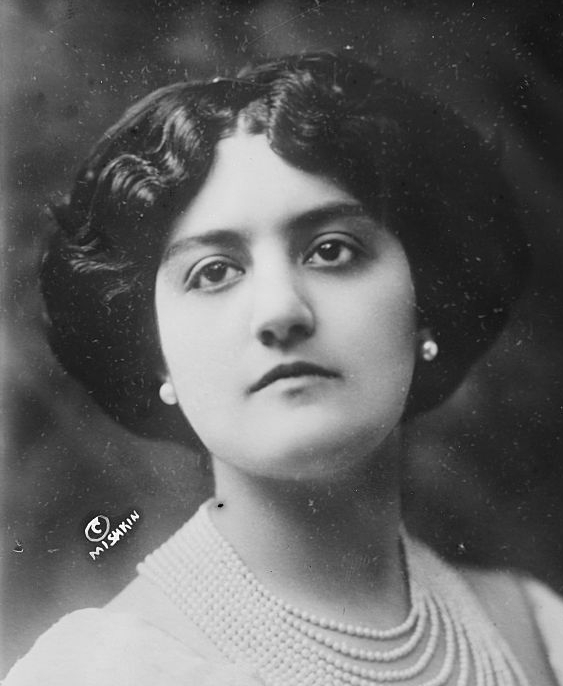
Carmen Melis

- 3 janvier : Mary Garden, soprano britannique (° 20 février 1874).
- 7 janvier : Carl Schuricht, chef d'orchestre allemand (° 3 juillet 1880).
- 10 janvier : Vilém Petrželka, compositeur et chef d'orchestre tchèque (° 10 septembre 1889).
- 15 janvier : Albert Szirmai, compositeur hongrois (° 2 juillet 1880).
- 22 janvier : Yvonne Brothier, comédienne et cantatrice attachée à l'Opéra-Comique (° 6 juin 1889).
- 25 janvier : Ettore Bastianini, chanteur d'opéra italien (° 24 septembre 1922).
- 12 février : Alphonse Hoch, musicien et ecclésiastique français (° 20 janvier 1900).
- 18 février : Manuel Palau, compositeur espagnol (° 4 janvier 1893).
- 3 mars : Georges Lonque, compositeur belge (° 8 novembre 1900).
- 6 mars :
  - Nelson Eddy, chanteur d'opérette et acteur américain (° 29 juin 1901).
  - Zoltán Kodály, compositeur hongrois (° 16 décembre 1882).
- 10 mars : Ina Boyle, compositrice irlandaise (° 8 mars 1889).
- 11 mars : Geraldine Farrar, cantatrice et actrice américaine (° 28 février 1882).
- 27 mars : William Kincaid, flûtiste américain (° 26 avril 1895).
- 5 avril : Mischa Elman, violoniste (° 20 janvier 1891).
- 6 avril : Jean Vieuille, baryton-basse français d'opéra (° 14 février 1902).
- 7 avril : Isa Jeynevald, cantatrice, professeur de chant et compositrice française (° 13 janvier 1886).
- 21 avril : Édouard Commette, organiste et compositeur français (° 12 avril 1883).
- 24 avril : Ida Presti, guitariste française (° 31 mai 1924).
- 9 mai : Philippa Schuyler, enfant surdouée et pianiste (° 2 août 1931).
- 12 mai : Julius Kalaš, compositeur tchèque (° 18 août 1902).
- 3 juin : André Cluytens, chef d'orchestre franco-belge (° 26 mars 1905).
- 6 juin : Robert Darcy, violoncelliste et compositeur belge d'origine française (° 10 novembre 1910)
- 10 juin : Arthur Prévost, compositeur, chef d'orchestre, clarinettiste et professeur de musique belge (° 9 juillet 1888).
- 21 juin : Emanuel List, chanteur d'opéra autrichien naturalisé américain (° 22 mars 1888).
- 22 juin : Adrian Chapochnikov, compositeur soviétique (° 9 juin 1888).
- 25 juillet : André Sas Orchassal, compositeur (° 6 avril 1900).
- 26 juillet : Matthijs Vermeulen, compositeur et essayiste néerlandais (° 8 février 1888).
- 31 juillet : Mários Várvoglis, compositeur grec (° 10 décembre 1885).
- 4 août : Gustave Samazeuilh, compositeur et critique musical français (° 2 juin 1877).
- 8 août : Jaromír Weinberger, compositeur et pédagogue (° 8 janvier 1896).
- 14 août : Hans Joachim Moser, musicologue, compositeur et chanteur allemand (° 25 mai 1889).
- 18 août : Paule Maurice, compositrice française (° 29 septembre 1910).
- 23 août : Suzanne Cesbron-Viseur, cantatrice et professeur de chant française (° 24 mai 1879).
- 27 août : Lucien Wurmser, pianiste, chef d'orchestre et compositeur français (° 23 mai 1877).
- 2 septembre : Philip Sainton, compositeur, altiste et chef d'orchestre anglais (° 10 novembre 1891).
- 5 septembre : August Pepöck, chef d'orchestre  et compositeur autrichien (° 10 mai 1887).
- 19 septembre : Albert Dupuis, compositeur belge (° 1er mars 1877).
- 20 septembre : Henri Mulet, organiste et compositeur français (° 17 octobre 1878).
- 22 septembre : Albert Beaucamp, chef d'orchestre et compositeur français (° 13 mai 1921).
- 3 octobre :
  - Carlo Hemmerling, compositeur et chef de chœur vaudois (° 9 novembre 1903).
  - Malcolm Sargent, chef d'orchestre anglais (° 29 avril 1895).
- 9 octobre : Henri Antonin Morin, chef d’orchestre français, violoniste et multi-instrumentiste (° 17 août 1883).
- 29 octobre : Koharik Gazarossian, compositrice et pianiste arménienne (° 21 décembre 1907).
- 18 novembre : Henri Nibelle, organiste, chef de chœur et compositeur français (° 6 novembre 1883).
- 23 novembre : Otto Erich Deutsch, musicologue autrichien (° 5 septembre 1883).
- 30 novembre : Heinz Tietjen, chef d'orchestre, metteur en scène et directeur d'opéra allemand (° 24 juin 1881).
- 11 décembre :
  - Richard Stöhr, compositeur autrichien (° 11 juin 1874).
  - Victor de Sabata, chef d'orchestre et compositeur italien (° 10 avril 1892).
- 13 décembre : Valeria Barsova, chanteuse soprano lyrique colorature russe et soviétique (° 13 juin 1892).
- 17 décembre : Paul Knepler, librettiste, compositeur et éditeur autrichien (° 29 octobre 1879).
- 19 décembre : Carmen Melis, soprano et professeur de chant italienne (° 16 août 1885).
- 24 décembre : Karl Ristenpart, chef d’orchestre allemand (° 26 janvier 1900).